# Caso dos Venenos

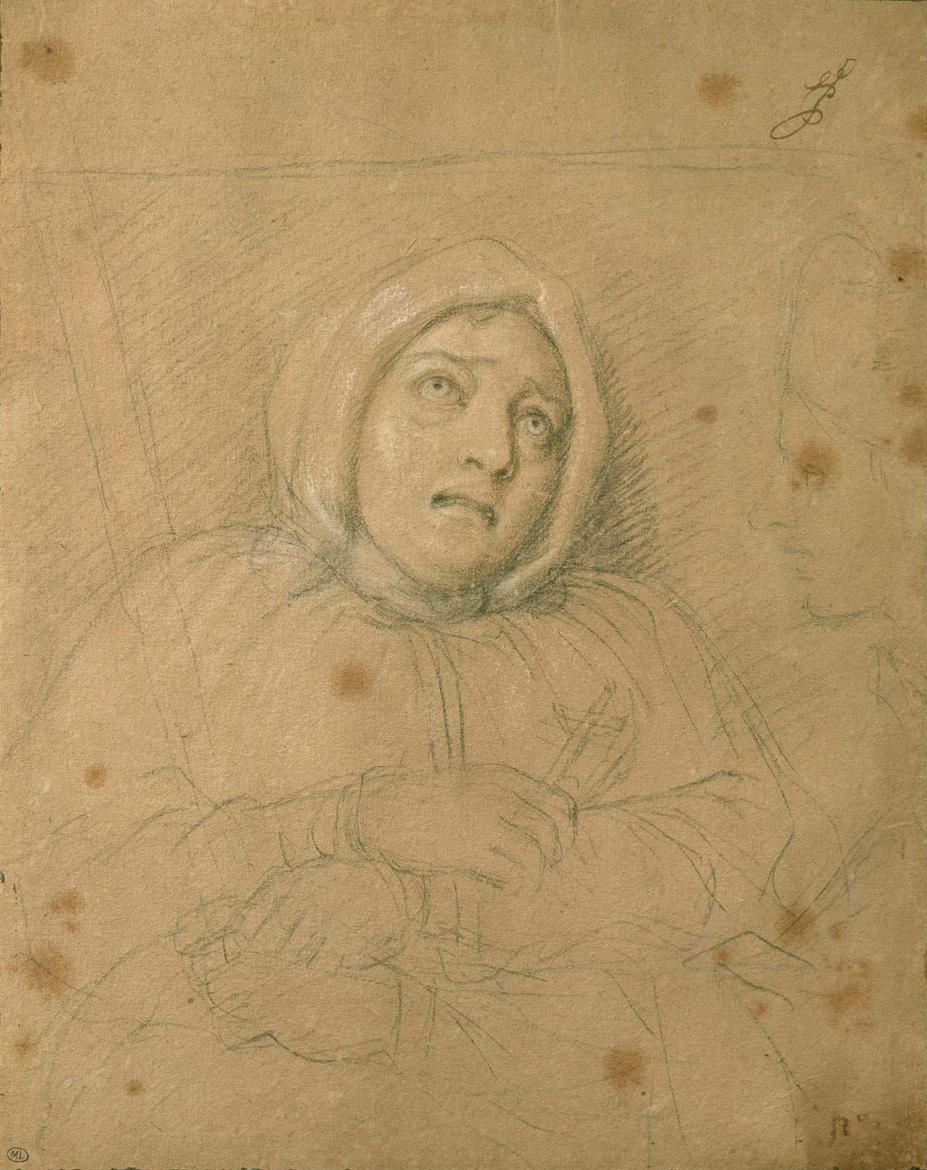
Desenho da figura de Marie-Madeleine de Brinvilliers por Charles Lebrun, 1676

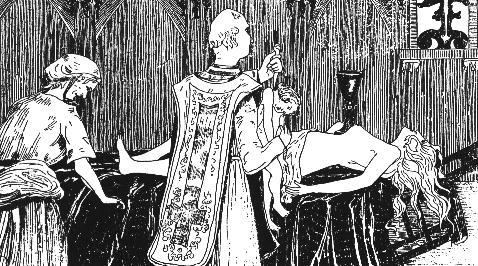
Gravura por Henry de Malvost no livro Le Satanisme et la Magie por Jules Bois que descreve uma Missa Negra no Caso dos Venenos com o assassinato ritual de uma criança perpetrado por Étienne Guibourg no corpo de Madame de Montespan, na presença de La Voisin

O "Caso dos Venenos" é um episódio ocorrido em Paris entre 1670 e 1682, e que sacudiu a capital francesa e a Corte.
Em 1672, com a morte do oficial de cavalaria, Godin de Sainte-Croix, descobrem-se em seu papéis peças acusando sua amante, Marquesa de Brinvilliers, de ter envenenado o próprio pai, seus dois irmãos e sua irmã, para apropriar-se de suas partes na herança. A Marquesa de Brinvilliers foi julgada e executada em 1676.

## Segredos dePolichinelo
Em 1677, a investigação revelou que uma certa Marie Bosse fornecera venenos a esposas de membros do Parlamento que queriam envenenar seus maridos. Presa, Marie Bosse denunciou uma mulher, Montvoisin, dita "La Voisin", outros comparsas e um certo Adam Lesage. Como as revelações dos acusados recaíam sobre pessoas notáveis, foi criada uma comissão especial para julgar, sem apelação, os acusados: a chamada câmara ardente. Personalidades importantes, principalmente mulheres, foram então citadas: Madame de Vivonne (cunhada de Madame de Montespan), Madame de La Mothe, Mademoiselle des Œillets e Cato (criadas de quarto de Madame de Montespan), a Condessa de Soissons, a Condessa du Roure, a Viscondessa de Polignac, a Marechala de Luxembourg e muitas outras.
O tenente de polícia La Reynie comandou uma investigação minuciosa, e juntou à acusação de envenenamento outros delitos: assassinato ritual de crianças em missas negras rezadas por padres depravados (entre eles, Étienne Guibourg), profanações de hóstias e até mesmo fabricação de dinheiro falso.
Porém este zelo por parte de La Reynie escondia a luta que se travava entre Louvois, Ministro da Guerra, e Colbert, Ministro das Finanças da época. Louvois comandava uma investigação paralela e secreta por ordem do Rei, enquanto que os acusados mais ilustres eram pessoas próximas a Colbert.

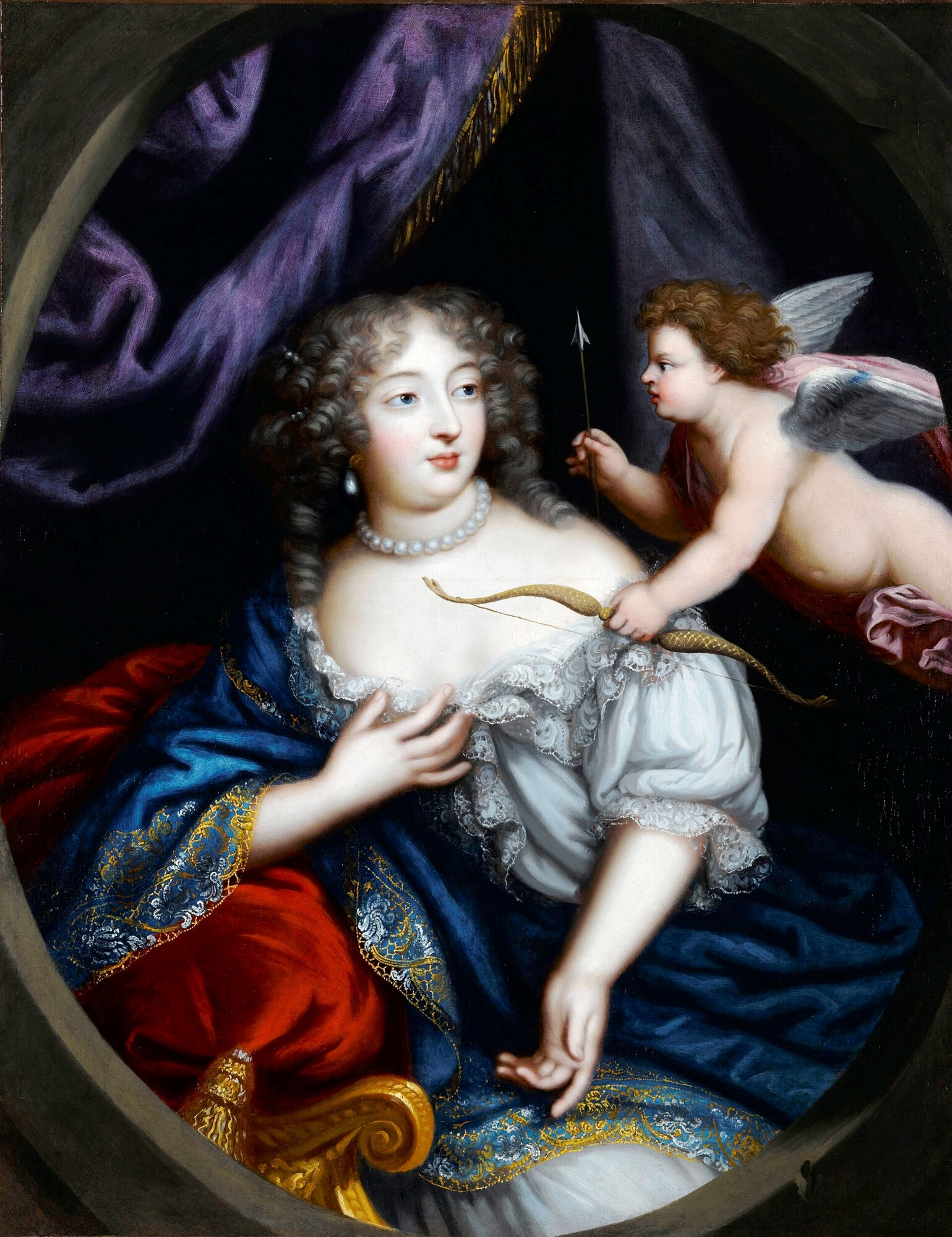
Madame de Montespan

Após a execução de sua mãe, a filha de "La Voisin" pôs em cheque a posição de Madame de Montespan : esta mantivera relações com "La Voisin". Com efeito, Madame de Montespan, além de haver participado de cerimônias de conjuração, havia dado poções mágicas ao rei Luís XIV a fim de preservar sua posição de favorita visto que ele começara a namorar com a Madame de Maintenon. 
A "câmara ardente" pronunciou, no Caso dos Venenos, 36 condenações à morte e outras tantas às galés. As personalidades destacadas foram poupadas. A "câmara ardente"  foi dissolvida em 1682, por ordem de Luís XIV, sem que fossem julgados os acusadores de Madame de Montespan, os quais foram encerrados em fortalezas reais, como a Fortaleza de Saint-André, em Salins-les-Bains.
La Voisin foi julgada com 36 cúmplices, condenada à morte e queimada na Praça de Grève, em 2 de Fevereiro de 1680. Vários condenados foram presos na cidadela de Vauban du Palais, em Belle-Île-en-Mer. Quanto a Madame de Montespan, estando sob a proteção do rei, não foi molestada. Era mãe de vários filhos ilegítimos de Luís XIV e permaneceu na Corte. Bani-la seria evidenciar sua culpa, e o rei não queria que essa culpa (como a de Racine) se tornasse pública. Madame de Montespan, relegada a um modesto apartamento no Palácio de Versailles, caiu em desgraça, assim permanecendo por dez anos. O rei só passava em frente a seus aposentos quando se dirigia aos de Madame de Maintenon.

## Caso dos venenos e condenação da astrologia
Na época do caso dos venenos, “Paris contava com 400 consultórios de astrólogos e adivinhos, para uma população de 450 mil almas"; dizem Arkan Simaan e Joëlle Fontaine.  "O entusiasmo pelas consultas -continuam os autores - não era privilégio dos meios populares: as carruagens causavam engarrafamentos frente ao consultório de Primi Venturini, um charlatão italiano, que descreveu em suas memórias as astúcias com que lograva os crédulos. [...] O caso dos venenos tem sua raiz nesse contexto. Boa parte da nobreza estava diretamente implicada nesse caso criminoso, notadamente madame de Montespan, a favorita de Luís XIV. Descobriu-se que aquela gente toda se reunia em sabás, missas negras consagradas a Satã, e que esses sabás derivavam de “inocentes” consultas astrológicas. Pessoas inquietas consultavam os astrólogos e adivinhos buscando reconforto ou tentando se preparar para um futuro temido. Parte significativa da clientela constituía-se de moças casadas com maridos idosos, junto aos quais se entediavam: os “adivinhos” costumavam dar uma mãozinha às previsões de falecimento iminente do esposo, fornecendo a suas clientes... um frasco de veneno! 
O caso se encerrou em 1680 com numerosas condenações capitais, em particular a de La Voisin, que confessou ter enterrado mais de 2500 corpos de recém-nascidos no seu próprio jardim. Luís XIV publicou, dois anos mais tarde, um decreto banindo do reino os bruxos, astrólogos e adivinhos.”
Eis porque, em 1682, a astrologia foi completamente banida da Académie des Sciences da França, contrariamente à Royal Society da Inglaterra.

## Filme
A trama histórica foi tomada, de maneira levemente romanceada, pelo cineasta Henri Decoin, em seu filme "L'Affaire des Poisons" (1955), com Viviane Romance (Catherine Deshayes dita "la Voisin") e Danielle Darrieux (Madame de Montespan), Maurice Tenace (La Reynie), Pierre Monde (Degré, oficial de polícia sob ordens de La Reynie) e ainda com Paul Meurisse, um abade demoníaco.